# 阿部正教
阿部 正教（あべ まさのり）は、江戸時代後期の大名。備後国福山藩阿部家の第8代藩主。官位は従五位下・伊予守。阿部家宗家12代。

## 生涯
福山藩の第6代藩主・阿部正寧の長男として江戸にて誕生。
父・正寧は正教の生まれる前に弟（正教の叔父）の正弘に家督を譲っていたため、正教は安政4年（1857年）に正弘の養子となる。同年、正弘の死去により19歳で家督を継いだ。しかし4年後の文久元年（1861年）、23歳で早逝した。子はおらず、跡は弟の正方が継いだ。
藩主在任中に国内は日米修好通商条約調印、安政の大獄、桜田門外の変、日米和親条約締結と激動の時代であったが、正教がそれらに関与することはなく、国元の福山藩も特に大きな事件は起きていない。
墓地は西福寺（台東区浅草）、のち谷中墓地（台東区谷中）に改葬。諡は恭德院殿温誉了法性。

## 系譜
- 父：阿部正寧（1809-1870）
- 母：大河内氏
- 養父：阿部正弘（1819-1857）
- 正室：鋹姫 - 溝口直溥の次女